# Adelina Pastor
Adelina Dorina Pastor (* 5. Mai 1993 in Zalău) ist eine rumänische Leichtathletin.

## Sportliche Laufbahn
Sie hat den 400-Meter-Lauf als Spezialdisziplin und startet für den CSM Timișoara. Bei den Leichtathletik-Jugendweltmeisterschaften 2009 erreichte sie den fünften Platz und gewann außerdem mit der rumänischen Sprintstaffel die Bronzemedaille. Im selben Jahr gewann sie auch Bronze beim Europäischen Olympischen Jugendfestival. 2010 nahm sie an den Juniorenweltmeisterschaften teil. Bei den Junioreneuropameisterschaften 2011 erreichte sie das Finale der besten acht.
2012 schaffte Pastor mit der rumänischen Staffel hinter Russland den vierten Platz bei den Hallenweltmeisterschaften in Istanbul. Bei den Leichtathletik-U23-Europameisterschaften 2013 gewann die Rumäninnen hinter den Polinnen die Silbermedaille. Bei den Weltmeisterschaften im selben Jahr in Moskau wurde die rumänische Staffel Siebte. 2014 wurde Pastor mit der Staffel Achte bei den Hallenweltmeisterschaften und Neunte bei den Europameisterschaften.
Ihren bis dahin größten Erfolg schaffte Pastor bei den Leichtathletik-Hallenweltmeisterschaften 2016 in Portland, als die rumänische Staffel (Adelina Pastor, Mirela Lavric, Andrea Miklós, Bianca Răzor) hinter den USA und Polen die Bronzemedaille gewann. Bei den Europameisterschaften 2016 wurden die Rumäninnen Achte. Adelina Pastor bildete gemeinsam mit Anamaria Ioniță, Andrea Miklós und Bianca Răzor die rumänische Staffel, die an den Olympischen Spielen 2016 in Rio de Janeiro als Sechstplatzierte des ersten Vorlaufs ausschied.

## Bestleistungen
- 100 m: 11,96 s, am 29. Mai 2010 in Bukarest
- 200 m: 23,95 s, am 22. Juli 2010 in Moncton
- 400 m: 52,44 s, am 13. Juli 2013 in Tampere
  - Halle: 53,22 s, am 21. Februar 2015 in Istanbul